# Arroyo Tomatal
Arroyo Tomatal är en ort i Mexiko.   Den ligger i kommunen Santa María Colotepec och delstaten Oaxaca, i den sydöstra delen av landet, 500 km sydost om huvudstaden Mexico City. Arroyo Tomatal ligger 91 meter över havet och antalet invånare är 114.
Terrängen runt Arroyo Tomatal är kuperad norrut, men söderut är den platt. Runt Arroyo Tomatal är det ganska glesbefolkat, med 45 invånare per kvadratkilometer. Närmaste större samhälle är Brisas de Zicatela, 17,9 km väster om Arroyo Tomatal. Omgivningarna runt Arroyo Tomatal är en mosaik av jordbruksmark och naturlig växtlighet.